# Polycidaridae
Famille
Les Polycidaridae sont une famille éteinte d'oursins de l'ordre des Cidaroida.

## Systématique
La famille des Polycidaridae a été créée en 1988 par le paléontologue français Alain Vadet (d).

## Caractéristiques
Ce sont des oursins réguliers : le test (coquille) est arrondi, avec le péristome (bouche) située au centre de la face orale (inférieure) et le périprocte (appareil contenant l'anus et les pores génitaux) à l'opposé, au sommet de la face aborale (supérieure).
Les tubercules primaires, volumineux, sont perforés et crénulés, avec un mamelon réduit. Les ambulacres sont droits. Les radioles primaires sont longues, de section ronde et portent des piquants secondaires.
Cette famille est apparue au Trias (Carnien) et a disparu au Crétacé (Néocomien).

## Liste des genres
Selon World Register of Marine Species (2 décembre 2021) :
- genre † Alpicidaris Lambert, 1910
- genre † Anisocidaris Thiéry, 1928
- genre † Nudicidaris Vadet, 1991
- genre † Paracidaris Pomel, 1883
- genre † Polycidaris Quenstedt, 1858
- genre † Zbindenicidaris Vadet, 1991

## Publication originale
- Alain Vadet, « Révision des principaux Cidaris de l'Oxfordien et du Kimmeridgien inférieur européens », Mémoires de la Société académique du Boulonnais, vol. 4,‎ juin 1988, p. 1-148 (ISSN 0765-1511).